# Saint-Germain-de-Grantham
Saint-Germain-de-Grantham es un municipio canadiense situado en la provincia de Quebec.

## Superficie
Saint-Germain-de-Grantham tiene una superficie de 87,47 km².

## Demografía
En 2021, tenía 4922 habitantes, una densidad poblacional de 56,3 hab./km², y 2062 viviendas.